# Manuel Poirier
Manuel Poirier (Perú, 17 de novembre de 1954) és un director de cinema francès.

## Biografia
Autodidacta, va treballar en diversos petits oficis abans de trobar el seu camí cap a la direcció. Les seves pel·lícules retraten la realitat social i les relacions humanes de les classes socials més baixes. El seu cinema humanista freqüenta el camp més que les ciutats i es nodreix de la lleialtat dels seus actors, entre ells Sergi López, Sacha Bourdo o Serge Riaboukine. La seva pel·lícula més coneguda, l'èpica bretona de baix pressupost "Western", va ser un gran èxit entre el públic francès.

## Filmografia
- Appartement 62 (curtmetratge) (1986)
- La Petite Amie d'Antonio (1992)
- ...à la campagne (1995)
- Attention fragile (TV) (1995)
- Marion (1997)
- Western (1997)
- De la lumière quand même (documental) (2000)
- Te quiero (2000)
- La corba de la felicitat (2002)
- Camins creuats (2003)
- Le Sang des fraises (TV) (2006)
- La Maison (2007)
- Le Café du pont (2010)

## Premis i distincions
Festival Internacional de Cinema de Canes
| Año  | Categoría                | Película | Resultado |
| ---- | ------------------------ | -------- | --------- |
| 1997 | Premi Especial del Jurat | Western  | Guanyador |